# Ajuntament de Bigues
L'Ajuntament de Bigues és una obra eclèctica de Bigues i Riells (Vallès Oriental) inclosa a l'Inventari del Patrimoni Arquitectònic de Catalunya.

## Descripció
L'edifici està col·locat en un desnivell, de manera que la façana principal és de planta baixa i pel cantó de darrera és de tres pisos d'alçada. L'edifici té diferents fases de construcció i diferents ampliacions a tot el cantó de darrera. Està cobert a doble vessant, tal com ens ho indica el ràfec. La façana està decorada al gust de principis de segle XX: té una mena de timpà a sota del qual se situa l'escut del poble, i la data de construcció de l'edifici (1908). Té també quatre mènsules amb motius florals. Una gran porta d'entrada i dos finestres. No es conserva cap plànol de construcció de l'edifici. Aquest edifici és fruit del trasllat de la dinàmica del poble de dalt del turó a baix la riera del Tenes, constituint el nou nucli urbà.